# ラルフ・テート
ラルフ・テート（Ralph Tate、1840年3月11日 - 1901年9月20日）は、イギリス生まれで、オーストラリアで働いた植物学者、地質学者である。

## 略歴
ノーサンバーランドのアニック (Alnwick) で生まれた。父親は数学、科学の教師で、叔父にペンブロークシャ・ナチャウラリスト・クラブで熱心に活動した、博物学者、考古学者のジョージ・テートがいる。専門学校（Cheltenham Training College）や王立鉱山学校で学んだ。
1881年にベルファストの学校（Philosophical Institution）の自然科学の教員となった。ベルファストで植物学を研究し「ベルファストの植物」（"Flora Belfastiensis"）を1863年に発表した。地質学の分野でもアントリムの白亜紀と三畳紀の地層を研究し結果をロンドン地質学会で発表した。1864年に地質学会の博物館の助手に採用された。1866年に植物学の論文3編を執筆し、「イギリス陸生、淡水貝類のまとめ」（"A Plain and Easy Account of the Land and Freshwater Mollusks of Great Britain"）を出版した。1867年にはニカラグア、ベネズエラの調査旅行を行った。1871年から私立の鉱山学校の教授となり、ブレーク（J. F. Blake）とともに化石の研究をし、1876年に"The Yorkshire Lias"を出版した。
1875年にオーストラリアのアデレード大学の自然科学の上級教授に任命され、植物学、動物学、地質学を教えた。1880年に南オーストラリア王立協会となる哲学協会（Philosophical Society）の副会長となり、1878年から会長を務め、改組された南オーストラリア王立協会の初代会長を務めた。会員の論文の執筆を薦め、みずからも協会の紀要に100編の論文を執筆した。
1882年に北部地域の調査を行い、地質学の分野で重要な貢献をした。1883年にロンドン・リンネ協会のフェローに選ばれ、1888年、オーストラリア科学振興協会（Australasian Association for the Advancement of Science）の植物学部門の長となり、5年後に協会の会長となった。オーストラリアの第三紀以降の軟体動物の研究や、オーストラリア南部のペルム紀の氷河作用を発見で知られる。著書には1890年の、"Handbook of the Flora of Extratropical South Australia"がある。1893年に王立ニューサウスウェールズ学会からオーストラリアの自然科学の発展に貢献した人物に送られるクラーク・メダルをに受賞した。